# Puente de Coruña del Conde
El puente de Coruña del Conde es un puente situado en el municipio español de Coruña del Conde, en la provincia de Burgos. Cruza el río Arandilla, afluente del Duero, que recorre la parte sureste de la provincia.

## Historia
Puente de origen romano sobre el río Arandilla, situado al oeste del municipio de Coruña del Conde, en el camino a Arandilla. La villa tuvo una gran importancia durante el dominio del Imperio romano y el desarrollo de Clunia, se situó en la vía de Ad Asturica per Cantabriam Caesar Augustam. Este fue el motivo por el que el origen de sus puentes se sitúe en ese período.
Posteriormente pasará a ser dominio visigodo y tras la conquista musulmana, pasó a ser propiedad de los islámicos. Finalmente en el siglo XI, se integra en el reino castellano.
A partir de entonces, tanto la villa como sus puentes entrarán en una nueva etapa en la que se verán sometidos a diversas intervenciones en sus distintos elementos de construcción. Es por esto por lo que se puede observar en los sillares localizados en la bóveda central arados con hacha que indican una reparación anterior al siglo XII. Además se utilizaron sillares procedentes de las ruinas de Clunia, alguno con inscripciones en letra capital romana.
Se seguirá cuidando en la Edad Moderna, contribuyendo así las distintas actuaciones a consolidar la singular imagen de este puente, relacionado también, con el Camino del Cid al destierro. 

## Puente
Se encuentra en el municipio burgalés de Coruña del Conde, en la comunidad autónoma de Castilla y León. Se halla enclavado en la comarca de la Ribera del Duero. Se trata de un puente de sillarejo, con planta irregular, tiene arcos de medio punto así también como tajamares apuntados aguas arriba y rectangulares aguas abajo. Tiene un perfil alomado.
El puente de Coruña del Conde mantiene en gran parte los materiales procedentes de su fabricación durante el Imperio romano como también conserva su diseño como la amplitud del tablero, las dimensiones homogéneas de las bóvedas, el muro pano aguas abajo y también la cuidada disposición de sus dovelas y clave. A pesar de mantener su estructura originaria, también presenta importantes intervenciones anteriores al siglo XII y algunas reparaciones en la Edad Moderna.
Actualmente solo quedan dos puentes de los muchos que hubo durante la época romana por los que se podía pasar a la ciudad, el Puente Barrusio y el Puente de Coruña del Conde. Ambos han sufrido modificaciones durante la Edad Media aunque siguen conservando su fabricación romana que sigue presente.

## Arquitectura
El puente tiene una longitud de 20 metros, con una anchura de 4 metros y su altura es de 3,20 metros. Sus tres arcos tienen una luz entre 4 metros y 3,20.
La construcción de las bóvedas y tímpanos son de sillarejo. 
El primer vano izquierdo aguas abajo está rebajado. Los tajamares son apuntados y el central, aguas abajo, tiene forma poligonal. Su pretil de mampostería rehecho en buena parte. Su perfil está sutilmente alomado.